# Фенек
Фе́нек (лат. Vulpes zerda) — миниатюрная лисица с крупными относительно тела ушами, живущая в пустынях Северной Африки. Иногда её выделяют в особый род Fennecus. Имя зверёк получил от арабского слова فَنَك‎ (фанак), что на одном из диалектов означает «лиса». Является национальным животным Алжира.

## Внешний вид
Фенек — самый маленький представитель семейства псовых, по размерам он меньше домашней кошки. Высота в холке 18—22 см, длина тела 30—40 см, хвоста — до 30 см, весит до 1,5 кг. Морда короткая, заострённая. Глаза большие. Уши фенека — самые большие среди хищников по отношению к величине головы, до 15 см в длину. Такие большие уши нужны фенеку не только чтобы по малейшему шороху в песке узнавать о передвижении своей основной добычи — насекомых и мелких позвоночных, но и для лучшего охлаждения тела в дневную жару. Стопа опушена, что позволяет фенеку двигаться по горячему песку. Зубы маленькие (особенно клыки), похожие на зубы большеухой лисицы.
Волосяной покров высокий, густой и мягкий, защитного окраса: сверху рыжеватый или палевый, снизу белый. Хвост пушистый, с чёрным кончиком. Так называемая «фиалковая», или надхвостовая, железа, характерная для всех лисиц, скрыта под тёмными жёсткими волосами. Молодые фенеки почти белые.

## Распространение
Самая многочисленная популяция фенеков обитает в центральной Сахаре, хотя они встречаются от северного Марокко до Синайского и Аравийского полуостровов, а на юге — до Нигера, Чада и Судана.

## Образ жизни и питание
Фенек населяет песчаные пустыни, где предпочитает держаться около зарослей травы и негустого кустарника, предоставляющих ему укрытие и пищу. Живёт в норах с большим количеством тайных ходов, которые выкапывает сам; ведёт ночной образ жизни.
Фенеки — социальные животные; живут семейными группами, число особей в которых доходит до 10. Кланы обычно состоят из одной семейной пары, их неполовозрелого потомства и в некоторых случаях нескольких старших детей. Иногда несколько семей селятся вместе, в одном логове. Они очень «разговорчивы»: лают, скулят, ворчат и воют (пример издаваемых звуково файле).
Большую часть кормов фенек выкапывает из песка и земли. Охотиться предпочитает в одиночку, как и все лисы. Питается яйцами птиц и самими птицами, мелкими грызунами, насекомыми (в том числе саранчой), падалью и растениями. Огромные уши позволяют ему улавливать самый лёгкий шорох, производимый его жертвами. Может подолгу обходиться без воды, получая жидкость из мяса, ягод и листьев. Делает запасы пищи.
Фенек обнаруживает большое проворство и живость, умение высоко и далеко прыгать — до 70 см в высоту. Покровительственная окраска позволяет ему сливаться с песчаным ландшафтом; данные о том, что более крупные хищники охотятся на фенеков, отсутствуют. У него прекрасно развиты обоняние, слух и хорошее ночное зрение.

## Размножение
Фенеки размножаются один раз в год. Брачный сезон в январе — феврале, но течка у самок продолжается всего два дня. Моногамны, каждая пара имеет домашний участок. В период размножения самцы становятся агрессивными и активно метят свой участок мочой.
Беременность длится 50—51 день; в марте — апреле самка приносит 2—5 детёнышей в норе с гнездовой камерой, выстланной травой, перьями и шерстью. Щенки при рождении весят всего 50 г. Мать остаётся с ними в логове до двухнедельного возраста, когда у них открываются глаза. Самец приносит еду, но в логово не заходит, поскольку самка в это время очень агрессивна и отгоняет его от щенят. В возрасте 5 недель детёныши впервые покидают логово и бродят в окрестностях, но только в возрасте 3 месяцев начинают уходить на значительные расстояния. Тогда же у самок прекращается лактация.
Половая зрелость наступает в 6— 9 месяцев. Иногда молодые фенеки остаются с родителями и помогают растить новое потомство.
Продолжительность жизни порядка 7—8 лет, в неволе могут доживать до 20-летнего возраста.

## Статус популяции
Точная численность фенеков неизвестна. Они являются объектами охоты, их убивают ради меха, а также ловят и продают в качестве домашних животных.
В Китае популярность фенеков в качестве домашних животных резко возросла после выхода мультфильма «Зверополис», что вызвало резкий рост импорта фенеков в Китай, создающий угрозу уменьшения популяции этих животных.
Вид внесён в список в Конвенции CITES в Приложение II (2000).